# Marco Baumhof
Marco Baumhof (* 14. September 1976 in Frankfurt am Main) ist ein deutscher Filmeditor im Bereich Spielfilm, Fernsehserie und Dokumentarfilm.

## Leben
Im Jahr 1996 machte Baumhof sein Abitur am Friedrich-Dessauer-Gymnasium in Frankfurt am Main. Von 2001 bis 2006 studierte er Filmschnitt an der Filmakademie Baden-Württemberg. 2004 wurde er im Rahmen seines Studiums für die Hollywood Masterclass an der UCLA in Kalifornien, USA, ausgewählt.

## Filmografie
- 2005: Stages (Fernsehfilm) – Regie: Marek Beles
- 2007: Ein Teufel für Familie Engel (Fernsehfilm) – Regie: Rolf Silber
- 2007: 15 Minuten Wahrheit (Kurzfilm) – Regie: Nico Zingelmann
- 2009: Durch diese Nacht (Fernsehfilm) – Regie: Rolf Silber
- 2010: Die Wahrheit über Dracula (Kinodokumentarfilm) – Regie: Stanisław Mucha
- 2011: Bollywood lässt Alpen glühen (Fernsehfilm) – Regie: Holger Haase
- 2011: Achtung Arzt! (Fernsehfilm) – Regie: Rolf Silber
- 2011: Liebeskuss am Bosporus (Fernsehfilm) – Regie: Berno Kürten
- 2011: Männer ticken, Frauen anders (Fernsehfilm) – Regie: Rolf Silber
- 2011–2012: Countdown – Die Jagd beginnt (TV-Serie, 7 Folgen)
- 2012: Flemming (TV-Serie, 2 Folgen)
- 2013: Polizeiruf 110: Fischerkrieg (TV-Reihe) – Regie: Alexander Dierbach
- 2013: Achtung Polizei! Alarm um 11 Uhr 11 (Fernsehfilm) – Regie: Rolf Silber
- 2013: Mantrailer – Spuren des Verbrechens (Fernsehfilm) – Regie: Alexander Dierbach
- 2013: Schmidt – Chaos auf Rezept (TV-Serie, 5 Folgen) – Regie: Alexander Dierbach
- 2014: Mein Lover, sein Vater und ich! (Fernsehfilm) – Regie: Holger Haase
- 2014: Tatort: Großer schwarzer Vogel (TV-Reihe) – Regie: Alexander Dierbach
- 2014: ... und dann kam Wanda (Fernsehfilm) – Regie: Holger Haase
- 2015: Alles Verbrecher – Leiche im Keller (TV-Reihe) – Regie: Rolf Silber
- 2014: Alarm für Cobra 11 – Die Autobahnpolizei (TV-Serie, 1 Folge)
- 2015: Heiraten ist nichts für Feiglinge (Fernsehfilm)
- 2015: Die Ungehorsame (Fernsehfilm)
- 2016: Männertag
- 2016: Von Erholung war nie die Rede (Fernsehfilm)
- 2016: Ein Dorf rockt ab (Fernsehfilm)
- 2017: Bodycheck – Mit Herz durch die Wand (Fernsehfilm)
- 2017: Friesland: Der Blaue Jan
- 2018: Der Richter (Fernsehfilm)
- 2018: Ihr seid natürlich eingeladen (Fernsehreihe)
- 2019: Stralsund: Schattenlinien (Fernsehreihe)
- 2019: Familie Bundschuh – Wir machen Abitur (Fernsehreihe)
- ab 2019: Erzgebirgskrimi (Fernsehreihe)
  - 2019: Der Tote im Stollen
  - 2020: Tödlicher Akkord
  - 2021: Der letzte Bissen
- 2020: Nord bei Nordwest – Dinge des Lebens (Fernsehreihe)
- 2020: Familie Bundschuh im Weihnachtschaos (Fernsehreihe)
- 2021: Ein Mädchen wird vermisst (Fernsehfilm)
- 2022: Old People
- 2022: Wo ist meine Schwester?
- 2022: Nord bei Nordwest – Der Ring
- 2022: Letzte Spur Berlin (Fernsehserie, 2 Folgen)
- 2023: Die Whistleblowerin
- 2025: Dr. Nice – Flammende Herzen (Fernsehreihe)